# Magasinier

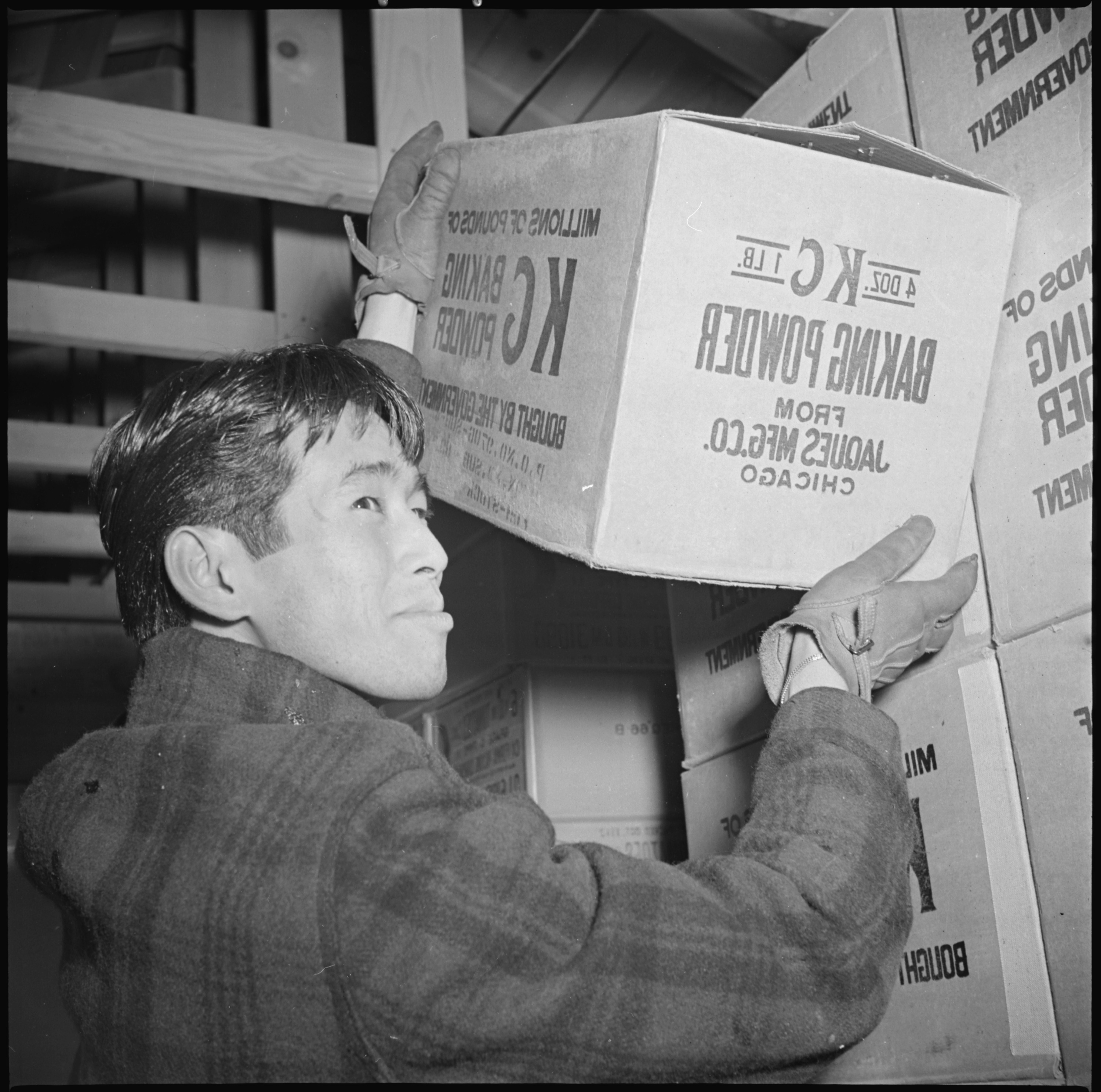
Portrait d'un homme au travail, centre de Tule Lake, Californie, 1943.

Le magasinier exerce une activité entendue tantôt au sens large (opérations de magasinage) tantôt selon un sens plus restreint (gestion de stock) en un lieu (un magasin, un entrepôt de fabrication ou de distribution) où sont entreposées des marchandises (produits finis, semi-finis, pièces de rechange, etc.) destinées à être mises à disposition et/ou acheminées pour être utilisées par des consommateurs intermédiaires ou finaux.

## Nature des activités
1. Stockage des produits : mise en stock des produits selon le respect des règles de l'art (rangement, zones d'implantation, mode de stockage, identification des produits avec toutes les caractéristiques utiles pour leur maintien en état et la conservation de leur caractère « loyal et marchand ») avec utilisation le cas échéant des moyens de manutention ou de levage appropriés.
2. Réception des produits : déchargement, identification, contrôles quantitatifs et qualitatifs, acceptation ou émission de réserves à l'adresse du transporteur ou de l'expéditeur.
3. Expédition des produits : préparation des commandes, conditionnement et emballage, vérification des bons de commande et des bons de livraison, établissement des documents liés au chargement, à l'enlèvement ou à l'expédition.
4. Tenue et gestion informatisée de la gestion des stocks : enregistrement de toutes entrées et sorties de produits, réapprovisionnement, retours (clients et fournisseurs) et réintégration, inventaires...

## Poste occupé
- Selon la taille et l'activité de l'entreprise le magasinier peut exercer
  - soit des activités spécialisées comme : agent d'exploitation, réceptionnaire, gestionnaire de stock, manutentionnaire, cariste, préparateur de commande, emballeur, chargeur, expéditeur
  - soit l'ensemble ou une combinaison de ces activités.

- Dans les entreprises commerciales ou de distribution, le magasinier peut être impliqué dans des contacts avec la clientèle et, à ce titre, être appelé à développer des compétences relationnelles et/ou commerciales.

## Intitulés du poste
Le poste de magasinier fait l'objet d'autres dénomination :
- Magasinier cariste
- Employé logistique
- Agent de distribution et de magasinage

- Stockiste
- Agent de magasinage et de messagerie

## Compétences professionnelles
Certaines compétences et connaissances pour remplir les fonctions :
- connaître les procédures à suivre pour la gestion de stocks
- savoir manipuler un logiciel destiné à la gestion de stocks

- connaître les techniques d’inventaire
- être capable de conduire un véhicule motorisé, surtout le transpalette et le chariot élévateur

## Aptitude et qualités requises
- Ordre, précision, rigueur, honnêteté, attentifs.
- Bonne résistance physique :
  - station debout,
  - déplacements constants,
  - ports de charges,
  - températures parfois extrêmes (entrepôts en chambre froide, en ambiance de froid positif ou de froid négatif).

- Travail en équipe, relation avec les prestataires externes : livreurs, transporteurs, clients...

## Principales formations
Pour exercer le métier de magasinier, un candidat doit généralement présenter un des plusieurs diplômes suivants :
- CAP opérateur / opératrice logistique. C’est le diplôme de base pour occuper le poste de magasinier cariste.
- BACPRO logistique qui peut être obtenu après une formation de 2 ans après le CAP et un cursus de 3 ans à partir du niveau 3e.
- Titre professionnel dans la filière de cariste d’entrepôt, de préparateur de commandes ou encore d’agent magasinier.

Dans une PME, un titulaire BACPRO ayant de l'expérience peut accéder au poste de responsable de magasin ou d'entrepôt.
Certains postes peuvent être accessibles avec un BEP Logistique et Transports. D'autres formations spécialisées existent dans le domaine de la distribution. Ainsi par exemple, le CAP « Vendeur magasinier en pièces de rechange et équipements automobiles ».